# La Thuile (Olaszország)
La Thuile (valle d'aostai patois dialektusban La Tchoueuille) egy község Olaszországban, Valle d’Aosta régióban.

## Elhelyezkedése

La Salle község Valle d'Aosta térképén

Valle d'Aosta legnyugatibb települése. A francia határon fekszik, Franciaországgal a Kis Szent Bernát-hágó köti össze.
Szomszédos települések :Arvier, Avise, Bourg-Saint-Maurice (Franciaország), Courmayeur, La Salle, Montvalezan (Franciaország), Morgex, Pré-Saint-Didier, Sainte-Foy-Tarentaise (Franciaország), Séez (Franciaország) és Valgrisenche
La Salle folyója a Dora di Verney.